# 萊昂·干斯坦汀
萊昂·干斯坦汀（Leon Constantine，1978年2月24日—）是一名英格蘭足球員，司職前鋒。

## 生平
萊昂·干斯坦汀於艾奇韋爾（Edgware Town）展開其足球生涯，於2000年9月加盟米禾爾，康斯坦丁在米禾爾的首場賽事是在9月30日對彼德堡的賽事中入替保羅·伊菲爾（Paul Ifill）。
及後，康斯坦丁被長期外借到奧連特和巴特里（Partick Thistle），於2002年8月加盟賓福特，在2003年8月轉投修安聯，於2004年5月轉投彼德堡。
在2004年12月以7.5萬英鎊加盟托奎联，康斯坦丁在托奎联的表現令人失望，終在2005年11月加盟韦尔港，在維爾港，康斯坦丁於2006/07年球季有穩定的表現，並打破韦尔港球員的紀錄，在聖誕節前射入17球。 
2007年8月7日，康斯坦丁加盟列斯聯，並簽下兩年合約。2008年1月1日，康斯坦丁在對奧咸的賽事中攻入其聯賽的首球。次循環再對陣奧咸時，雖然攻入一球，但卻不幸傷出，最終列斯聯亦以1-3戰敗。
2008年7月2日自由身轉投諾咸頓。2009年3月20日被外借同屬英甲的車頓咸直到球季結束。2009年夏季隨著諾咸頓降級，康斯坦丁被棄用。2009年6月29日加盟同年降級到英乙的赫里福特聯，期間在聯賽上陣35場及射入6球，於季後被球隊放棄。

## 外部連結
- 足球数据库：里昂·康斯坦丁的球员统计数据
- Profile （页面存档备份，存于）